# Zieleniewo (gromada)
Zieleniewo – dawna gromada, czyli najmniejsza jednostka podziału terytorialnego Polskiej Rzeczypospolitej Ludowej w latach 1954–1972.
Gromady, z gromadzkimi radami narodowymi (GRN) jako organami władzy najniższego stopnia na wsi, funkcjonowały od reformy reorganizującej administrację wiejską przeprowadzonej jesienią 1954 do momentu ich zniesienia z dniem 1 stycznia 1973, tym samym wypierając organizację gminną w latach 1954–1972.
Gromadę Zieleniewo z siedzibą GRN w Zieleniewie utworzono – jako jedną z 8759 gromad na obszarze Polski – w powiecie choszczeńskim w woj. szczecińskim na mocy uchwały nr V/42/54 WRN w Szczecinie z dnia 5 października 1954. W skład jednostki weszły obszary dotychczasowych gromad: Zieleniewo ze zniesionej gminy Kołki, Pławno ze zniesionej gminy Bierzwnik i Rakowo ze zniesionej gminy Krzęcin w tymże powiecie. Dla gromady ustalono 13 członków gromadzkiej rady narodowej.
1 stycznia 1962 do gromady Zieleniewo włączono obszar leśny Nadleśnictwa Bierzwnik o powierzchni około 852 ha z gromady Bierzwnik, miejscowości Skotniki, Zgorzel, Dołżyna, Somite, Czapliska, Niestobno, Rosochate, Smogorz i Pustkowie ze zniesionej gromady Łasko, miejscowości Podlesie i Górki ze zniesionej gromady Kołki oraz miejscowości Korytowo, Golcza, Golczówka i Kaszewo ze zniesionej gromady Korytowo w tymże powiecie.
Gromada przetrwała do końca 1972 roku, czyli do kolejnej reformy gminnej.